# Зерноїд папугодзьобий
Зерноїд папугодзьобий (Sporophila peruviana) — вид горобцеподібних птахів родини саякових (Thraupidae). Мешкає в Еквадорі і Перу.

## Опис

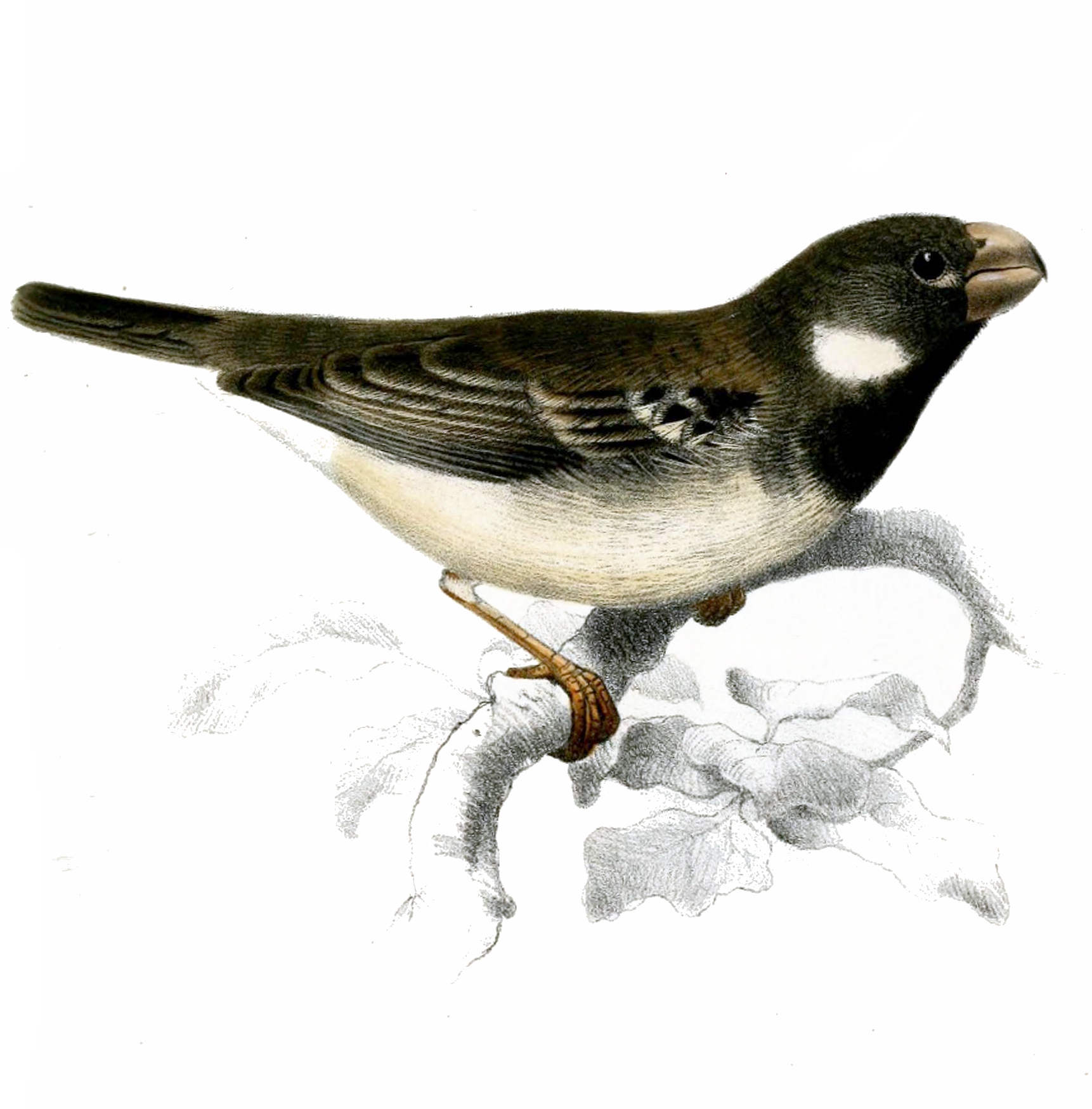
Папугодзьобий зерноїд

Довжина птаха становить 10,5-12,5 см, вага 12,6 г. Виду притаманний статевий диморфізм. У самців голова і верхня частина тіла сірі, нижня частина тіла білувата. На шиї білі смуги, під дзьобом пілі "вуса", на горлі чорний "комірець". Дзьоб великий, буро-жовтуватий, схожий на дзьоб папуги. У самиць верхня частина тіла коричнева або сірувато-бура, нижня частина тіла світло-сіра або білувата, дзьоб сіро-буро-жовтий.

## Підвиди
Виділяють два підвиди:
- S. p. devronis (Verreaux, J, 1852) — тихоокеанське узбережжя південно-західного Еквадору (на південь від Манабі) та північно-західного Перу (Тумбес);
- S. p. peruviana (Lesson, R, 1842) — тихоокеанське узбережжя західного Перу (від Ла-Лібертаду до Іки і північної Арекіпи).

## Поширення і екологія
Папугодзьобі зерноїди живуть в сухих чагарникових заростях, в долинах пересихаючих річок, а також на полях, пасовищах та інших сільськогосподарських землях. Зустрічаються поодинці, парами або невеликими зграйками, на висоті до 800 м над рівнем моря. В негніздовий період зустрічаються великими зграйками, які іноді можуть досгяти 2000 птахів. Живляться насінням. Гніщздування відбувається з лютого по квітень, під час сезону дощів. В дощові роки за сезон може вилупится кілька виводків. Гніздо робиться з вусиків рослин та інших рослинних волокон, розміщується в чагарниках або на дереві. Папугодзьобі зерноїди іноді стають жертвами гніздового паразитизму синіх вашерів.